# Le Vernois
Le Vernois – miejscowość i gmina we Francji, w regionie Burgundia-Franche-Comté, w departamencie Jura.
Według danych na rok 1990 gminę zamieszkiwało 229 osób, a gęstość zaludnienia wynosiła 212 osób/km² (wśród 1786 gmin Franche-Comté Le Vernois plasuje się na 518. miejscu pod względem liczby ludności, natomiast pod względem powierzchni na miejscu 1055.).